# Sebastian Warda
Sebastian Warda (ur. 18 stycznia 1989) – polski siatkarz, grający na pozycji środkowego.
Od sezonu 2024/2025 jest statystykiem klubu KS Lechii Tomaszów Mazowiecki.

## Sukcesy klubowe
PlusLiga:
- 2012

Superpuchar Polski:
- 2019